# 广州白云山医药
廣州白雲山醫藥集團股份有限公司（簡稱白雲山醫藥，证券简称：白云山，港交所：0874、上交所：600332、OTCBB：GZPHY
），在1997年9月1日，由廣州藥業集團股份有限公司旗下8家中成药生产企业、1家植物药研发生产企业、4家医药贸易企业和2家医药研发机构重组成立。主要从事中成药制造、医药贸易和新药研发等业务。

## 历史
該股份自1997年10月30日在香港交易所主板上市，以及2001年2月6日在上海證券交易所上市，董事長為楊榮明。2012年3月广州药业吸收合并广州白云山制药股份有限公司，完成后白云山将注销法人资格，其全部资产、负债、权益、业务和人员并入广州药业。2012年12月1日，广州药业换股吸收合并白云山、发行股份购买资产暨关联交易方案经证监会上市公司并购重组审核委员会审核并获得无条件通过。
廣州藥業集團公布中文名將自2013年8月29日起更改為廣州白雲山醫藥集團股份有限公司，中文簡稱為白雲山BAIYUNSHAN PH。股票代碼則維持不變，仍為874。集團也將採納新的公司標誌。
廣州醫藥集團總部位於中國廣州市沙面北街45號，以及香港金鐘道89號力寶中心第2座20樓2005室。